# Brzezina Sułowska (osada)
Brzezina Sułowska – osada w Polsce położona w województwie dolnośląskim, w powiecie milickim, w gminie Milicz.
W latach 1975–1998 miejscowość należała administracyjnie do województwa wrocławskiego.
Osada obejmuje zabudowania dawnego PGR-u.